# Willis García
Willis Bernardo Gacía García (* 29. července 1970) je bývalý venezuelský zápasník – judista.

## Sportovní kariéra
S judem začínal v Naguanaguaze ve státě Carabobo pod vedením Alejandra Guevary. Ve venezuelské mužské reprezentaci se pohyboval od roku 1990 v neolympijské muší váze do 56 kg. V roce 1992 uspěl ve venezuelské olympijské kvalifikaci v superlehké váze do 60 kg na úkor Rogera Durána a startoval na olympijských hrách v Barceloně. Ve třetím kole podlehl na ippon technikou sasae-curikomi-aši Jihokorejci Jun Hjonovi a přes opravy obsadil konečné 7. místo. Na tento výsledek v dalších letech nenavázal. Sportovní kariéru ukončil po nevydařené kvalifikaci na olympijské hry v Atlantě v roce 1996. Věnuje se trenérské práci.

## Výsledky
| Turnaj                  | 1990 | 1991 | 1992            | 1993            | 1994            | 1995            |
| Turnaj                  | 20   | 21   | 22              | 23              | 24              | 25              |
| Turnaj                  | muší | muší | superlehká váha | superlehká váha | superlehká váha | superlehká váha |
| ----------------------- | ---- | ---- | --------------- | --------------- | --------------- | --------------- |
| Olympijské hry          |      |      | 7.              |                 |                 |                 |
| Mistrovství světa       |      | —    |                 | úč.             |                 | —               |
| Panamerické hry         |      | 3.   |                 |                 |                 | ?               |
| Panamerické mistrovství | 1.   |      | 2.              |                 | ?               |                 |
| Jihoamerické hry        | ?    |      |                 |                 | ?               |                 |
| Středoamerické a k. hry | 2.   |      |                 | ?               |                 |                 |
| Bolívarské hry          |      |      |                 | 1.              |                 |                 |
| MS juniorů              | 5.   |      |                 |                 |                 |                 |